# 佳能 EOS 600D
佳能EOS 600D是佳能在2011年2月7日推出的一款1800万像素数码单镜反光相机。。它在日本市场被称作EOS Kiss X5，在美国和加拿大市场被称作EOS Rebel T3i。这款产品是佳能 EOS 550D的替代产品。